# ШШФ Ян (Регенсбург)
Футболен клуб Ян Регенсбург (на немски: FC Carl Zeiss Jena) или просто Ян е основан през 2000 г. в град Регенсбург, Бавария. Ползва стадион „Континентал Арена“ с капацитет 12 224 зрители.

## История
Спортния клуб е създаден през 1889 година, който включва няколко различни дисциплини. Футболният отбор се появява през 1907 година, а през 1923 излиза от състава на спортния съюз. През 1934 година клубът се обединява с другия местен отбор и приемая името Sport- und Schwimmverein Jahn Regensburg с което играе до 2000 година, когато футболния отбор става отделен клуб.

## Етимология
Кръстен е на човека, смятан за основател на немския спорт – Фридрих Лудвиг Ян. Именно той започва първо да разпространява гимнастиката в Германия. През първата половина на 19 век Прусия претърпява редица поражения в битките с Наполеон, а германския политик се опитва да повиши духа на народа, увличайки моралната и физическата сила на населението. Той е един от първите предсказал създаването на Третия райх. За Регенсбург този човек не е направил нищо значимо, но в знак на благодарност за всичко сторено за страната местните решават да кръстят спортната общност на него.

## Успехи
- Лига
  - 2 Оберлига Юг (II) шампион: 1953
  - Оберлига Бавария (III) шампион: 1949, 1967, 1975
  - Оберлига Бавария (IV) шампион: 2000, 2007
  - Ланденслига Бавария-Мит шампион (IV): 1966, 1983, 1990

- Купи
  - Купа на Бавария победител: 1947, 1948, 2001, 2005
  - Купа на Оберпфалц победител: 2001, 2002, 2003, 2006